# Рибмонски договор (880)
Рибмонският договор е договор от 880 г. в Рибмон, чрез който Франкската империя се разделя от внуците на Карл Велики, (синовете на Лудвиг II Немски: Карломан, Лудвиг III Младши и Карл III Дебели), като западната част на Кралство Лотарингия влиза в Източното франкско кралство. Границата между западното- и източното кралство остава до Вестфалския мирен договор от 1648 г. почти непроменена.
На 2 май 1179 г. е подписан Рибмонски договор, договор за разделянето на владението на херцога на Лотарингия Матеус I между неговите синове Симон II и Фридрих I.